# Dzieci śmieci
Dzieci śmieci – polski film fabularny z 1986, w reżyserii Macieja Dejczera i z jego scenariuszem. Film ten należy do cyklu Kronika wypadków.

## Fabuła
Witek, chłopiec zaniedbywany przez rodziców i pozostawiony sam sobie, postanawia sprzedawać gazety, aby móc uzbierać na bilet do Anglii, gdzie wyjechał jego jedyny prawdziwy przyjaciel. W początkowym okresie praca przebiega bez większych przeszkód. Z czasem jednak zaczynają się problemy.

## Obsada
- Bartosz Sikorski – Witek Drozd
- Krzysztof Tyniec – motorniczy Bogdan
- Mirosława Marcheluk – matka Witka
- Bronisław Wrocławski – ojciec Witka
- Włodzimierz Preyss – milicjant przesłuchujący Witka
- Tomasz Kępiński - Cygan